# Mongolicosa ozkutuki
Mongolicosa ozkutuki – gatunek pająka z rodziny pogońcowatych. Endemit Mongolii.

## Taksonomia
Gatunek ten opisany został po raz pierwszy w 2018 roku przez Aleksandra Fomiczewa i Jurija Marusika na łamach „Zootaxa”. Jako lokalizację typową wskazano górę Degnult w ajmaku kobdoskim na zachodzie Mongolii. Epitet gatunkowy nadano na cześć Recepa Sulhiego Özkütüka. Opisano wyłącznie samicę.

## Morfologia
Pająk o ciele długości 9,7 mm przy karapaksie długości 3,7 mm i szerokości 3 mm. Ubarwienie karapaksu jest czarne. Szczękoczułki, nogogłaszczki, warga dolna i szczęki mają kolor ciemnobrązowy, a sternum czarny. Odnóża są ciemnobrązowe z prawie czarnymi udami, a ich ostatnia para jest ciemniejsza niż pozostałe. Barwa opistosomy (odwłoka) jest czarna.
Genitalia samicy cechują się dołkiem płytki płciowej z przednią częścią trójkątną i zajmującą ⅔ długości, a ramionami tylnymi niemal stykającymi się. Przegroda tejże płytki zwęża się gwałtownie ku tyłowi, podstawę ma prawie diamentokształtną, a ramiona boczne podstawy stopniowo zwężające się. Wulwę charakteryzują niezbyt dobrze wyodrębnione od przewodów kopulacyjnych, dłuższe niż u M. pseudoferruginea, zbiegające się ku przodowi zbiorniki nasienne z oddalonymi na odległość równą jednej średnicy główkami.

## Ekologia i występowanie
Pająk ten zasiedla łąki alpejskie o kamienistym podłożu. Znaleziony został na wysokości między 3000 a 3200 m n.p.m.
Gatunek palearktyczny, znany jest tylko z miejsca typowego w Mongolii.